# Hồn Trương Ba, da hàng thịt (kịch)
"Hồn Trương Ba, da hàng thịt" là vở kịch nói nổi tiếng của nhà thơ, nhà soạn kịch Lưu Quang Vũ, được sáng tác vào năm 1981 - 1984, dựa theo truyện dân gian "Hồn Trương Ba, da hàng thịt", nội dung có ý nghĩa xã hội vô cùng sâu sắc.
Cho đến nay, đây là vở kịch hiện đại duy nhất của Việt Nam tiếp cận được với sân khấu quốc tế. Vở kịch do đạo diễn Nguyễn Đình Nghi dàn dựng cho Nhà hát kịch nói Việt Nam. Vở diễn đã giành được huy chương vàng tại Hội diễn Sân khấu toàn quốc năm 1990 và là vở kịch nói đầu tiên được công diễn ở nước ngoài. Các nhà nghiên cứu sân khấu quốc tế đã đánh giá cao giá trị nội dung cũng như nghệ thuật của vở diễn.
Năm 2002, "Hồn Trương Ba, da hàng thịt" được ê-kíp đạo diễn, thiết kế người Anh thực hiện và được công diễn tại nhà hát Yellow Earth với tên "The Butcher's Skin".
Năm 2004, vở kịch được Nhà hát kịch Việt Nam dàn dựng lại với dàn diễn viên mới và truyền hình trực tiếp từ Nhà hát Lớn Hà Nội trên kênh VTV1, Đài Truyền hình Việt Nam.

## Tóm tắt nội dung
Trương Ba là một ông lão giỏi đánh cờ tướng, được mọi người kính trọng vì lòng nhân hậu và tính tình hiền lành, nhưng lại bị Bắc Đẩu do sơ suất mà gạch nhầm tên trong sổ tử dẫn tới cái chết . Vì muốn sửa sai, nên Nam Tào, Bắc Đẩu và Đế Thích cho hồn Trương Ba được sống lại và nhập vào xác của một anh hàng thịt vừa mới chết (do Trương Ba lúc này đã chết từ lâu, thân thể ông đã tan rữa trong bùn đất nên không thể hoàn hồn trở lại). Trú nhờ trong thể xác của anh hàng thịt, linh hồn Trương Ba gặp phải rất nhiều điều phiền toái: lí trưởng sách nhiễu, chị hàng thịt đòi chồng, gia đình Trương Ba cảm thấy xa lạ vì không phải da thịt của người thân mình..., bản thân Trương Ba thì vô cùng đau khổ vì phải sống trái tự nhiên, giả tạo. Đặc biệt, Trương Ba khi này nhiễm phải nhiều thói xấu và những nhu cầu vốn không phải của chính bản thân ông do phải trú trong thân xác của anh hàng thịt. Trước nguy cơ tha hóa về nhân cách và sự phiền toái từ việc mượn thân xác của kẻ khác, Trương Ba quyết định trả lại xác cho hàng thịt và chấp nhận cái chết theo đúng quy luật sinh - lão - bệnh - tử.
Trong kịch bản, Lưu Quang Vũ đã phân tích rõ từng nghịch cảnh:
- Cảnh 1: Linh hồn Trương Ba nhập vào xác anh hàng thịt, 2 người tranh cãi với nhau khá gay go và thú vị.
- Cảnh 2, 3 và 4: Nỗi buồn trong gia đình và cảm xúc nội tâm của Trương Ba và vợ ông, cái Gái và cu Tị, con dâu của ông.
- Cảnh 5 & 6: Đế Thích được Ngọc Hoàng và Nam Tào xá tội việc đưa hồn Trương Ba nhập vào xác anh hàng thịt và trả lại cho chị hàng thịt, Trương Ba đã cứu sống cu Tị trước khi nhắm mắt xuôi tay, lìa đời.

NSND Trần Tiến đã sáng tạo thêm chi tiết tính cách, hành động của Đế Thích có xu hướng đồng tính.

## Vai diễn
Dàn diễn viên của đợt dàn dựng đầu tiên (năm 1989): 
- NSND Trọng Khôi - Trương Ba.

- NSND Trần Tiến - Đế Thích.

- NSƯT Phạm Bằng - Lí trưởng.

...